# Framtidsmusik
Framtidsmusik, vedertagen benämning på den art av 1800-talets musik, vars mest karakteristiske representant är Richard Wagner. Namnet härrör - enligt Wagners egen uppgift i "Ein Brief an Hector Berlioz" - från en professor Bischoff i Köln, vilken uppfann detsamma närmast med anledning af Wagners skrift "Das Kunstwerk der Zukunft" (1850).